# 郁铭芳

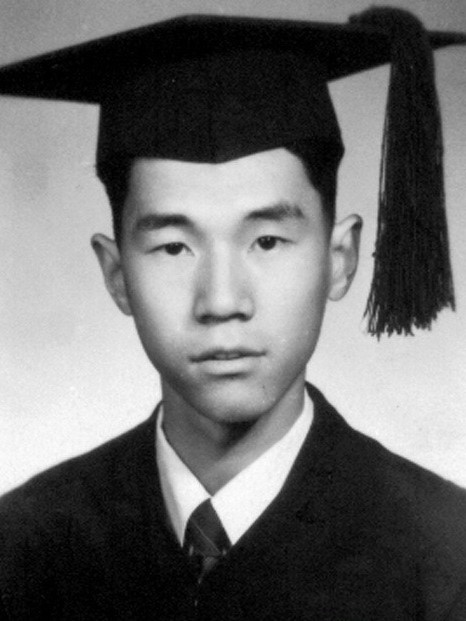
年轻的郁铭芳

郁铭芳（1927年10月3日—2020年4月12日），浙江鄞县人，出生于上海，中国化纤专家，中国化纤领域的奠基人，中国工程院院士。

## 生平
1927年10月3日生于上海市。1948年，毕业于上海东吴大学。
曾任上海合成纤维研究所所长兼总工程师。20世纪50年代，参与筹建中国首家自主建设的化纤厂，并生产出中国自主的第一根化纤。长期从事化纤的研制开发工作。
1995年，当选为中国工程院院士。2020年4月12日12时30分因病在上海逝世。